# Farces et agapes
Farces et agapes (France) ou Vers de contact (Québec) (Pranks and Greens) est le 6e épisode de la saison 21 de la série télévisée d'animation Les Simpson.

## Synopsis
Le principal Skinner, fatigué des mauvaises blagues de Bart, l'informe qu'il existe un étudiant qui le bat dans ce domaine. Intrigué, Bart rencontre cet étudiant, Andy Hamilton, qui se comporte encore comme un enfant de dix ans en dépit de son âge (19 ans). Après avoir sympathisé avec lui, Bart décide d'aider Andy à décrocher un emploi mais a bien du mal, car ce dernier ne sait pas s'arrêter. Pendant ce temps, Homer, Lisa et Marge décident de changer de régime alimentaire en remplaçant leur nourriture habituelle par des aliments équilibrés.

## Références culturelles

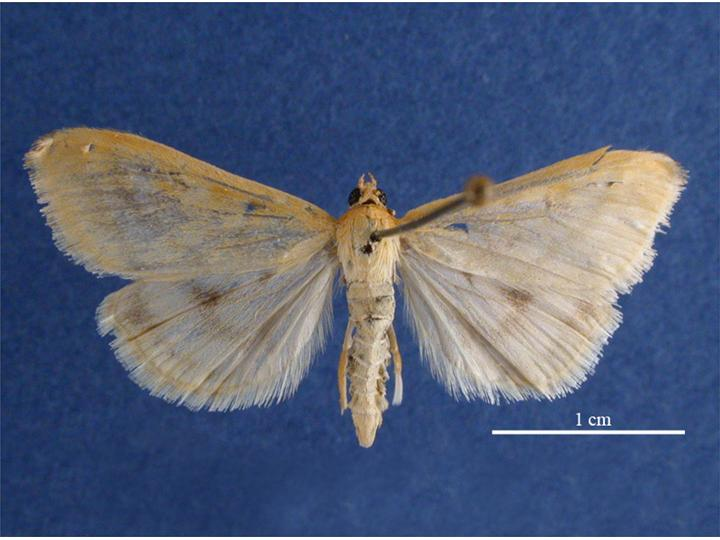
Une femelle de Pyrale du maïs (Ostrinia nubilalis), parasite du maïs. En principe, lorsque sa larve se nourrit de maïs Bt transgénique, son intestin devient poreux, et elle meurt d’infection. Photo de Rebecca Graham, Department of Agriculture, Western Australia.